# Museo de Kerma
El museo de Kerma es un museo arqueológico ubicado frente a la Deffufa Occidental en el sitio arqueológico de Kerma en el Estado Norte de Sudán. El edificio del museo está inspirado en la arquitectura tradicional nubia con techo abovedado.

## Colecciones

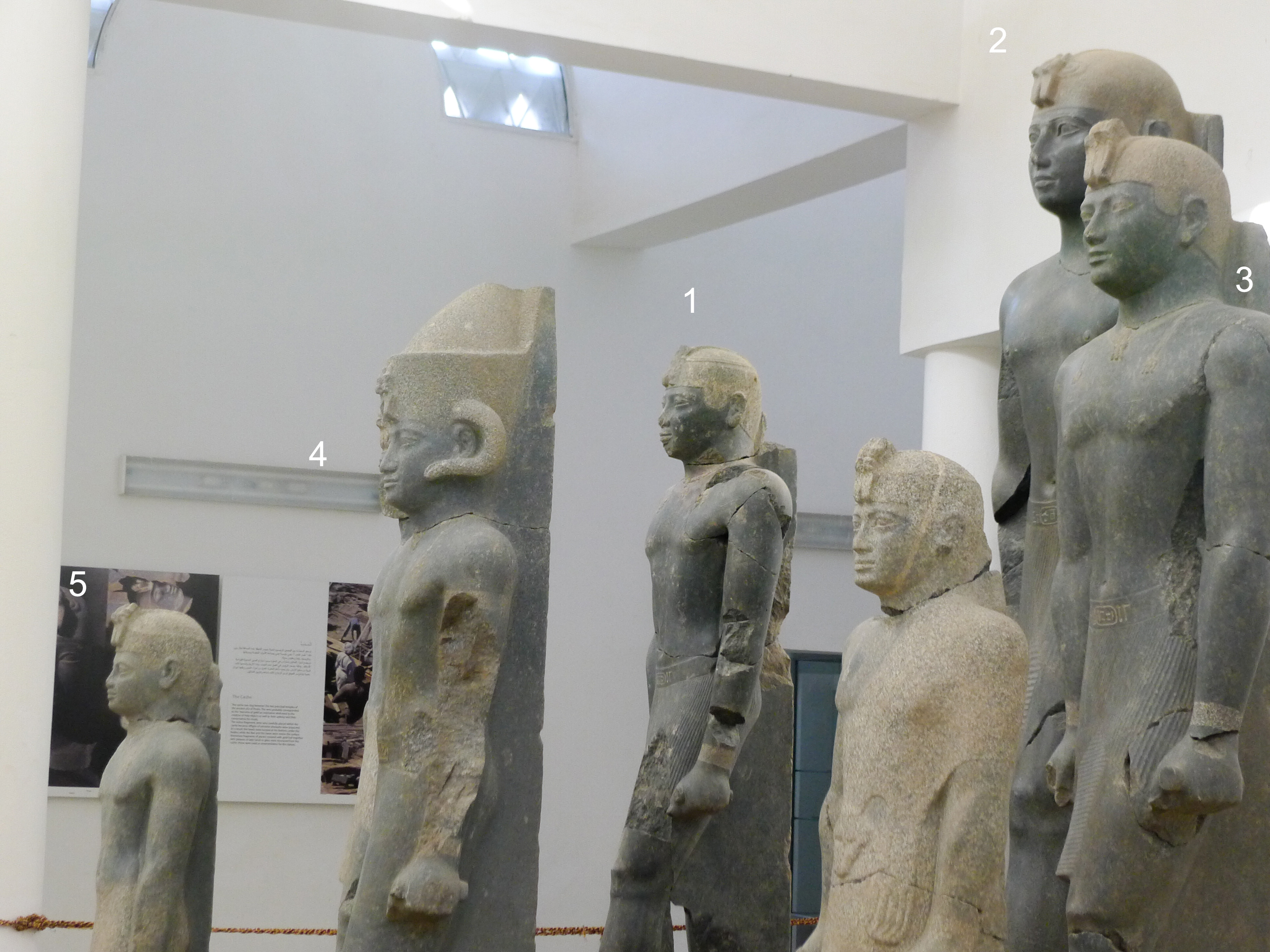
Las estatuas de los faraones nubios

El museo contiene objetos de los principales periodos del Reino de Kush: Prehistoria, Reinos de Kerma, Napata y Meroë.
Lo más destacado del museo de Kerma son siete estatuas de granito negro descubiertas en una zanja en el cercano sitio de Dukki Gel en el año 2003 por un equipo arqueológico dirigido por Charles Bonnet. Deliberadamente rotas, pero en excelente estado de conservación, las estatuas totalmente reensambladas están expuestas en la sala central del museo. Representan a los llamados faraones negros nubios de la Dinastía XXV de Egipto: Taharqa, Tanwetamani, Senkamanisken, Anlamani y Aspelta.